# Sorex ventralis
Sorex ventralis — вид роду мідиць (Sorex) родини мідицевих.

## Поширення
Країни поширення: Мексика. Живе в гірських хвойних лісах і на луках, прилеглих до лісу. 

## Звички
Комахоїдний.

## Загрози та охорона
Вирубка лісів є загрозою, зокрема на півночі ареалу і за межами охоронних територій. Живе в кількох охоронних територіях.